# Борулахский наслег
Борулахский наслег — сельское поселение в Верхоянском районе Якутии Российской Федерации.
Административный центр — село Томтор.

## История
Статус и границы сельского поселения установлены Законом Республики Саха (Якутия) от 30 ноября 2004 года N 173-З N 353-III «Об установлении границ и о наделении статусом городского и сельского поселений муниципальных образований Республики Саха (Якутия)».
Борулахский наслег появился от слияния первого Байдунского и Хангалаского наслегов, территория которых лежат на долине реки Борулах. Уже при появлении первых русских землепроходцев род Байды проживали по реке Борулах, по этой реке русские казаки бурлачили струги, и своих записях писали, что бурлачили про река бурлак, где живут якуты байдунского рода. Потом верховьях реки Борулах заселили Хангалассы.

## Население
| 2002 | 2010 | 2011 | 2012 | 2013 | 2014 | 2015 |
| ---- | ---- | ---- | ---- | ---- | ---- | ---- |
| 745  | ↘737 | →737 | ↘730 | ↘726 | ↘709 | ↘707 |
| 2016 | 2017 | 2018 | 2019 | 2020 | 2021 |      |
| ↘702 | ↗706 | ↗709 | ↗717 | ↘706 | ↗708 |      |

## Состав сельского поселения
| № | Населённый пункт | Тип населённого пункта       | Население |
| - | ---------------- | ---------------------------- | --------- |
| 1 | Токума           | посёлок                      | ↗156      |
| 2 | Томтор           | село, административный центр | ↘499      |